# Monumento a Primo de Rivera (Jerez)
El monumento a Miguel Primo de Rivera es un ejemplar de arte público en Jerez de la Frontera (Andalucía, España). Consiste en una estatua ecuestre de Miguel Primo de Rivera, rematando un conjunto escultórico colocado dentro de una fuente. Se ubica en el centro de la plaza del Arenal.

## Historia y descripción
La elección de un monumento al recién devenido dictador (apenas unos meses tras el golpe de Estado de 1923) fue propuesta en diciembre de 1923 por el concejal del Ayuntamiento de Jerez de la Frontera Antonio Montilla Rivero, siendo la propuesta aceptada de forma unánime. Nombrado el comité gestor en 1925, el monumento se financiaría mediante suscripción popular. El diseño del monumento fue adjudicado a Mariano Benlliure.
Las obras se iniciaron el 2 de octubre de 1928. Benlliure empleó al parecer a un caballo del regimiento de Húsares de la Princesa como modelo para la figura equina. La cara frontal del pedestal tiene un escudo de España y una inscripción que reza: «al ilustre jerezano, restaurador del orden, miguel primo de rivera y orbaneja, pacificador de marruecos y marqués de estella. la patria agradecida».
Una alegoría alada de la Victoria emerge por la parte delantera del monumento agarrando una rama de laurel con su mano correcta y un yelmo Pickelhaube con su brazo izquierdo. Las dos caras lateral del pedestal presentan composiciones escultóricas. El relieve del flanco derecho, acompañado de una inscripción que reza «estudiando el definitivo plan de avance», representa una reunión de generales alrededor de Primo de Rivera, a la que además de este asisten Sanjurjo, Despujols, Fernández Pérez, Saro y el almirante Guerra. El flanco izquierdo del pedestal presenta un conjunto escultórico cinco moros que trabajan la tierra con dos bueyes, con una inscripción que reza «el fruto de la victoria».
La parte trasera del monumento incorpora una alegoría de Paz o Abundancia, sosteniendo espigas de cereal, con dos cornucopias a sus pies, y un relieve de bronce que cuenta con una efigie de Fernando Primo de Rivera —hermano de Miguel, fallecido en combate en Monte Arruit en 1921— puesto dentro de un medallón orlado por guirnaldas de laurel, con una inscripción abajo que reza «honrando a sus héroes».
Fue inaugurado el 29 de septiembre de 1929, durante una ceremonia a la que asistió el propio dictador.

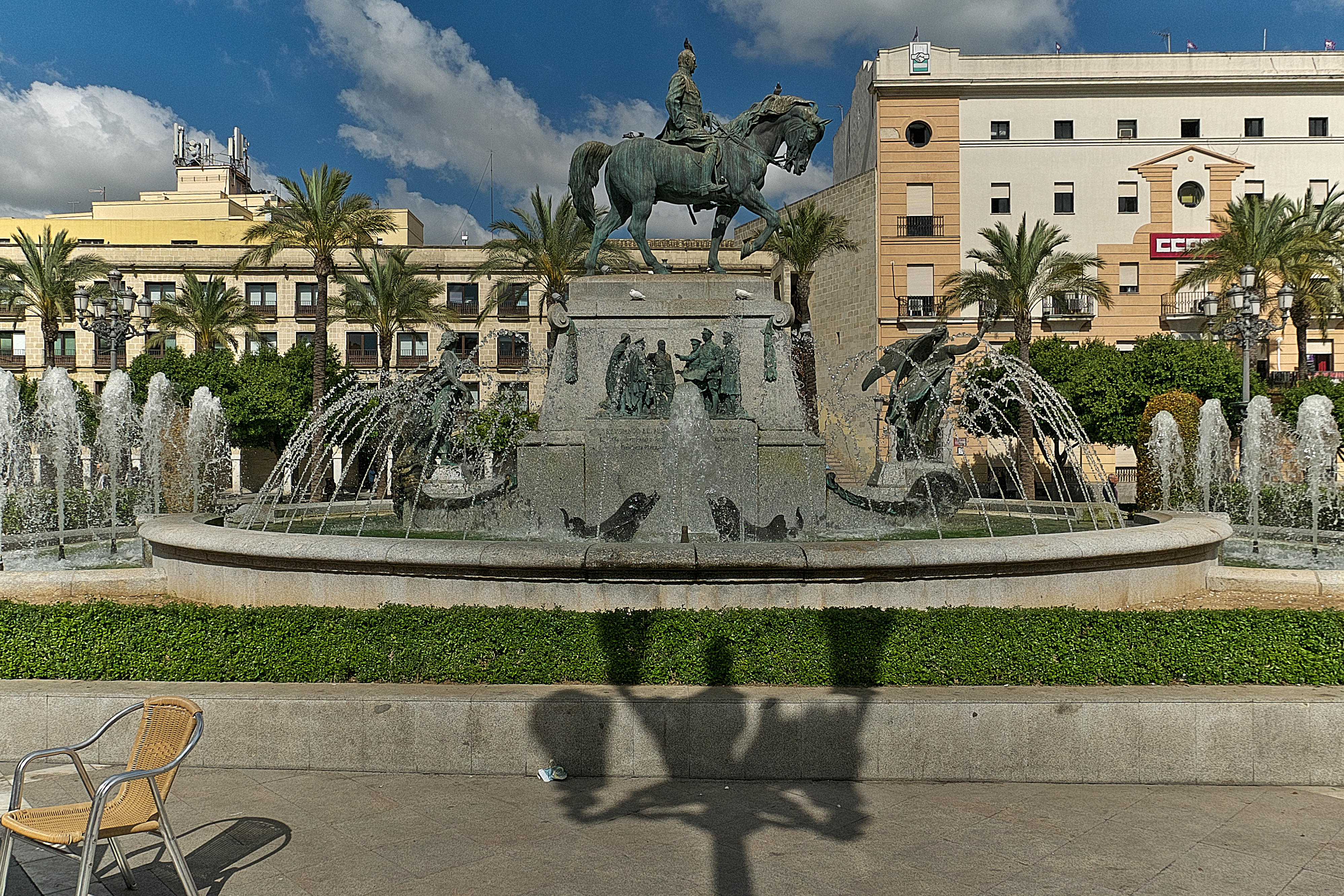
Vista del flanco derecho, con el relieve de los generales
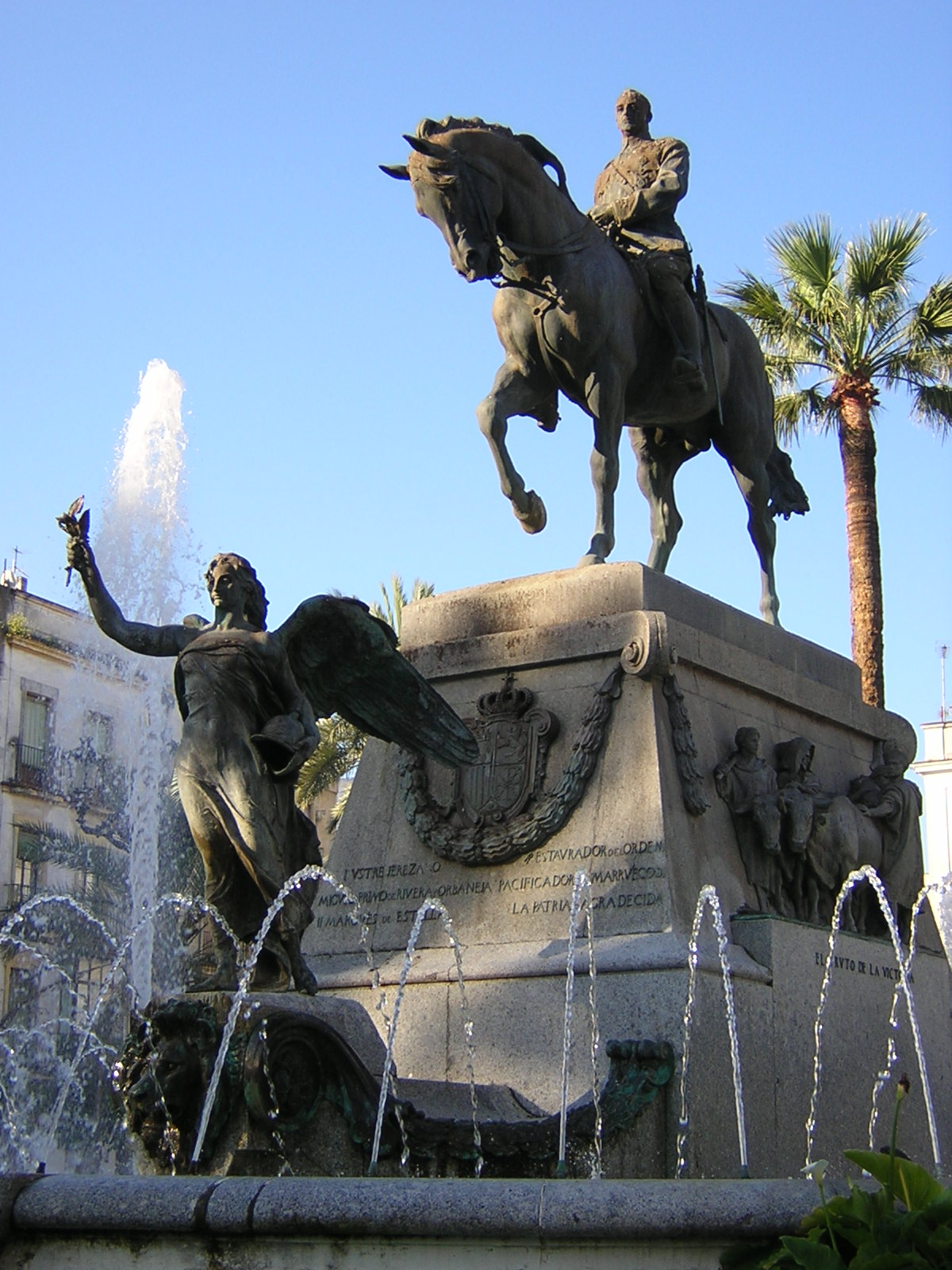
Vista más cercana del monumento que presenta la victoria alada
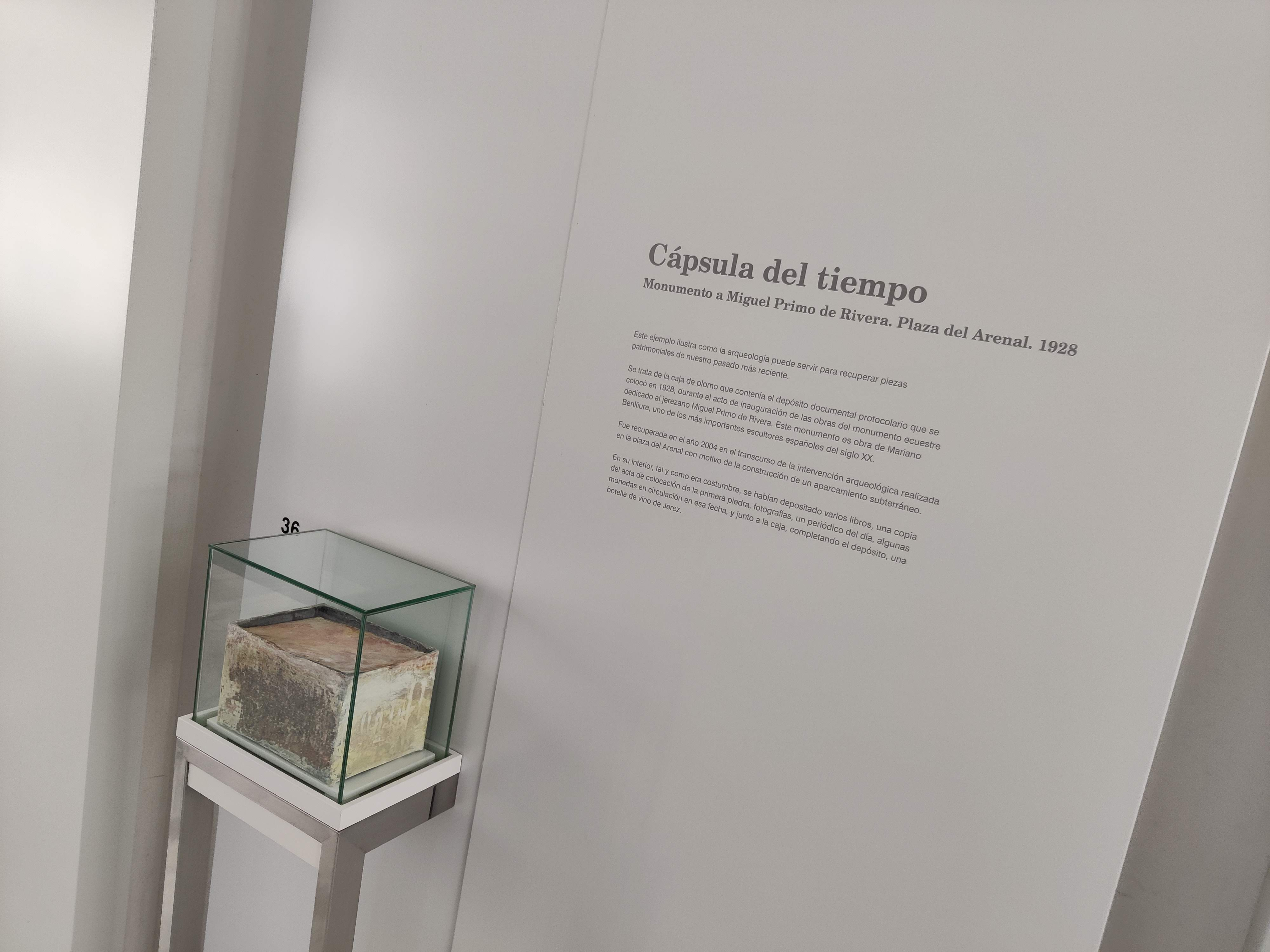
Cápsula del tiempo en el monumento